# Philodicus londti
Philodicus londti är en tvåvingeart som beskrevs av Joseph och Parui 1991. Philodicus londti ingår i släktet Philodicus och familjen rovflugor. Inga underarter finns listade i Catalogue of Life.